# Liste des cardinaux créés par Sylvestre II

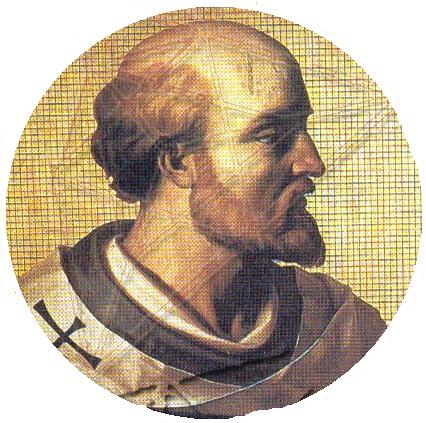
Sylvestre II.

Le pape Sylvestre II (999-1003) a créé 3 cardinaux dans 2 consistoires.

## 1000
- Fasano

## 1001
- Teofilatto
- Frédéric de Saxe.